# Cherwell
Cherwell é um distrito do governo local de Oxfordshire, Inglaterra. Foi criado em 1 de abril de 1974 pela fusão do bairro municipal de Banbury e distrito de urbano de Bicester, com parte dos distritos rurais de Banbury e Ploughley.